# أفكار ما قبل عام 1945 حول الوحدة الأوروبية
يهدف هذا المقال إلى تغطية أفكار الوحدة الأوروبية قبل عام 1945 .

## التاريخ المبكر
يتم استخدام «أوروبا» كمجال ثقافي لأول مرة خلال فترة حكم الكارولنجية لتشمل الكنيسة اللاتينية (على عكس الأرثوذكسية الشرقية). كانت النقابات العسكرية لـ «القوى الأوروبية» في العصور الوسطى وأوائل العصر الحديث موجهة ضد تهديد التوسع الإسلامي. وهكذا، في أعقاب سقوط القسطنطينية على يد الأتراك في عام 1453، اقترح جورج بوديبراد، ملك هوسيتي في بوهيميا، في عام 1464 اتحادًا بين الأمم الأوروبية والمسيحية ضد الأتراك.

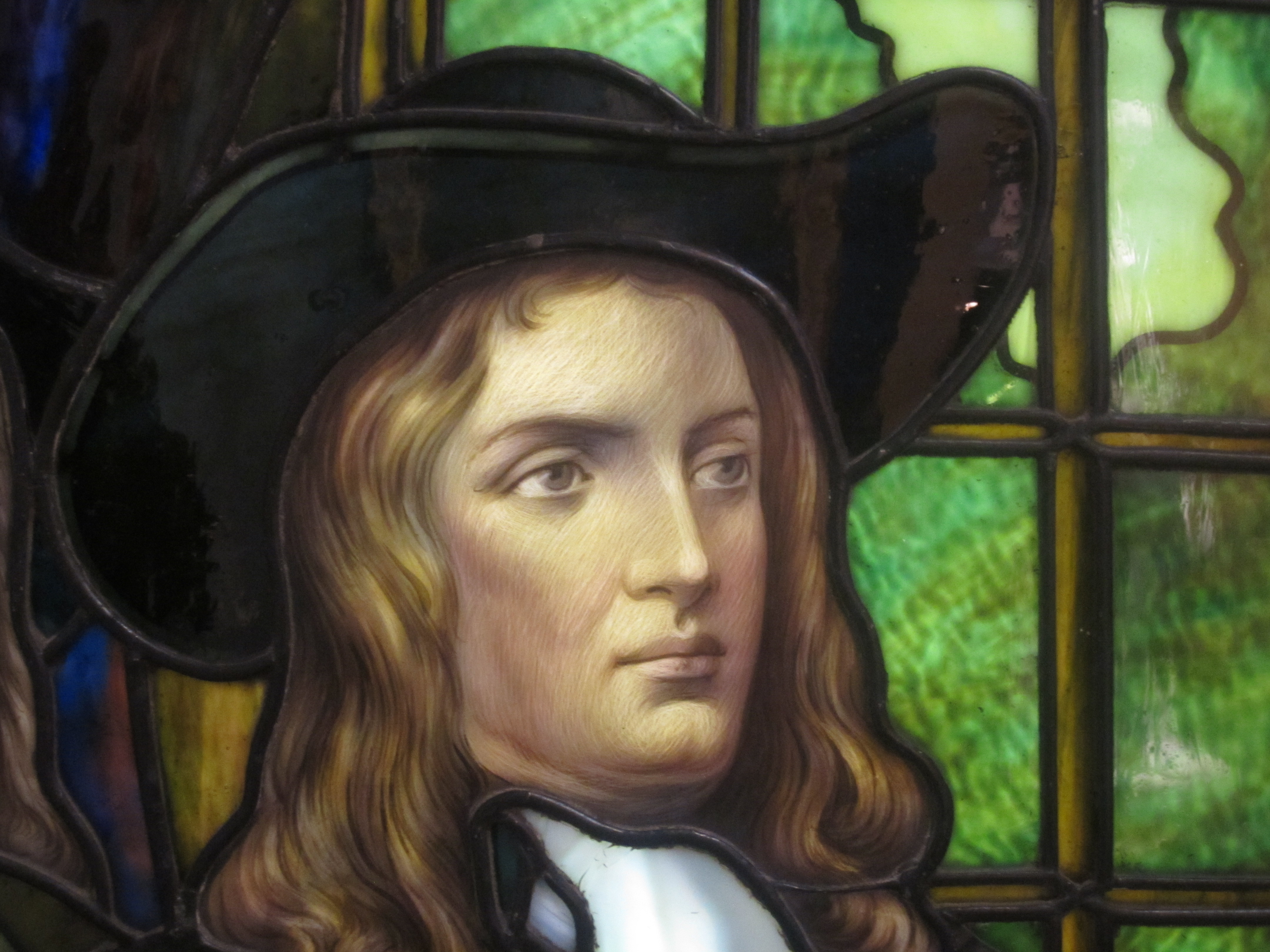
اقترح وليام بن، المستعمر الأمريكي، برلمان أوروبي لمنع الحرب

في عام 1693، نظر ويليام بن في الدمار الذي خلفته الحرب في أوروبا وكتب عن «صباغة أوروبية، أو برلمان»، لمنع المزيد من الحرب، دون مزيد من التحديد لكيفية ملاءمة هذه المؤسسة للواقع السياسي لأوروبا في ذلك الوقت.
في عام 1728، اقترح Abbot Charles de Saint-Pierre إنشاء رابطة أوروبية تضم 18 دولة ذات سيادة، مع خزينة مشتركة، بلا حدود واتحاد اقتصادي. بعد الحرب الثورية الأمريكية، كانت رؤية الولايات المتحدة الأوروبية، على غرار الولايات المتحدة الأمريكية، تشترك فيها بعض الأوروبيين البارزين، ولا سيما ماركيز دي لافاييت وتاديوس كوزيوسكو.
يمكن استنتاج بعض الاقتراحات بالاتحاد الأوروبي من اقتراح إيمانويل كانط لعام 1795 ب«مؤتمر السلام الأبدي».

## القرن ال 19
ينشأ مفهوم «أوروبا» الذي يشير إلى أوروبا الغربية أو أوروبا الجرمانية في القرن التاسع عشر، على عكس الإمبراطورية الروسية، كما يتضح من الفيلسوف الروسي دانيلفسكي روسيا وأوروبا.

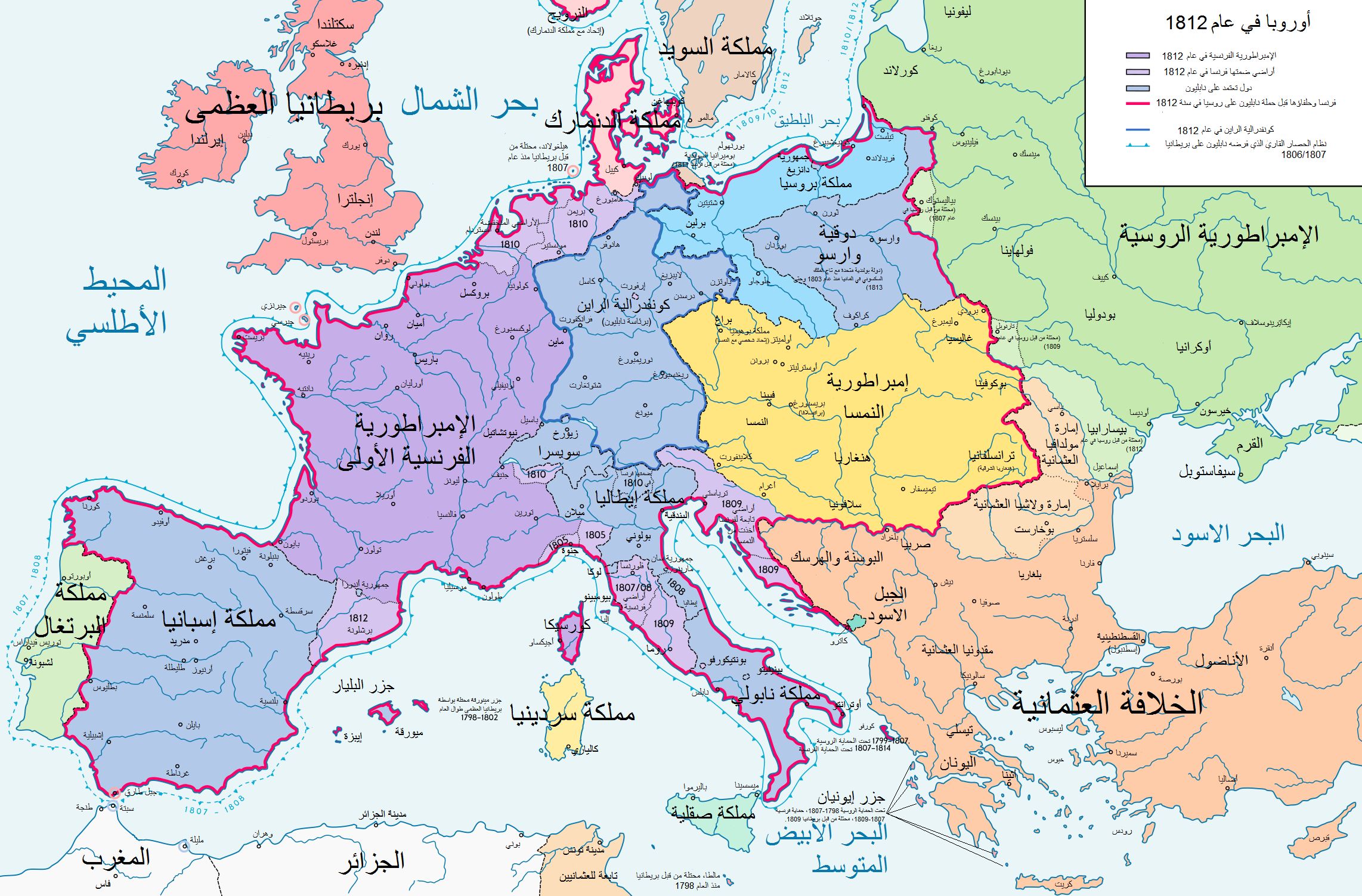
أوروبا التي يهيمن عليها الفرنسيون في عام 1812

في القرن التاسع عشر الميلادي، تم إصدار اتحاد جمركي في ظل النظام القاري لنابليون بونابرت في نوفمبر 1806 كحظر للسلع البريطانية لصالح الهيمنة الفرنسية. يلاحظ فيليكس ماركهام كيف خلال محادثة حول سانت هيلانة، لاحظ نابليون أن «أوروبا مقسمة بالتالي إلى جنسيات تشكلت بحرية داخلياً، كان السلام بين الدول سيكون أسهل: الولايات المتحدة الأوروبية ستصبح ممكنة».
قام الاشتراكيون الفرنسيان سان سيمون وأوغسطين ثيري بكتابة مقال De la réorganisation de la société européenne في عام 1814، يستحضران بالفعل شكلًا من أشكال الاتحاد الأوروبي البرلماني.

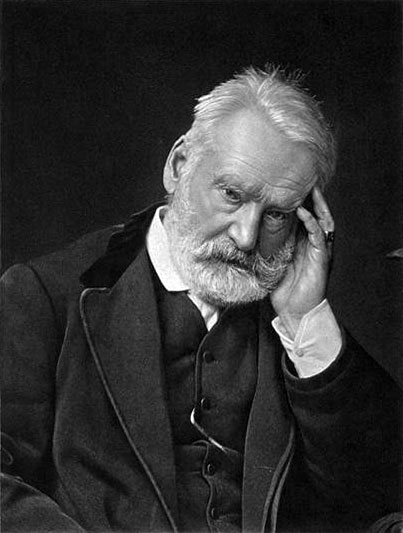
قال الروائي الفرنسي فيكتور هوغو، في عام 1849، «سيأتي يوم سنرى فيه... الولايات المتحدة الأمريكية والولايات المتحدة الأوروبية وجهاً لوجه، والتواصل مع بعضنا البعض عبر البحار».

في رد فعل محافظ بعد هزيمة نابليون في عام 1815، الاتحاد (بالألمانية: Deutscher Bund)‏ (بالألمانية: Deutscher Bund)‏ تأسست كرابطة فضفاضة من ثمانية وثلاثين دولة ألمانية ذات سيادة شكلها كونغرس فيينا. كان نابليون قد جرف الإمبراطورية الرومانية المقدسة وبسط خريطة ألمانيا. في عام 1834، تم تشكيل Zollverein («الاتحاد الجمركي») بين ولايات الاتحاد، لخلق تدفق أفضل للتجارة والحد من المنافسة الداخلية. قد يكون امتداد هذا الاتحاد الجمركي نموذجًا لأوروبا الموحدة، كما ألمح إليها فريتز فيشر في أهداف ألمانيا في الحرب العالمية الأولى. كانت الأفكار الحالية عن الجغرافيا السياسية وMitteleuropa مؤثرة أيضًا في توفير إطار فكري للاتحاد الأوروبي في ألمانيا.
كانت الولايات المتحدة الأوروبية أيضًا اسمًا للمفهوم الذي قدمه فويتشيتش جاسترزوفسكي في كتاب حول السلام الأبدي بين الأمم، الذي نشر في 31 مايو 1831. يتألف المشروع من 77 مقالاً. كانت الولايات المتحدة الأوروبية المتصورة أن تكون منظمة دولية بدلاً من كونها دولة خارقة.
دعا الكاتب والسياسي الإيطالي جوزيبي مازيني إلى تأسيس اتحاد للجمهوريات الأوروبية في عام 1843. وقد مهد هذا الطريق ربما لأفضل اقتراح مبكر معروف للتوحيد السلمي، من خلال التعاون والمساواة في العضوية، الذي قدمه فيكتور هوجو السلامية في عام 1847. استخدم هوغو مصطلح الولايات المتحدة الأوروبية ((بالفرنسية: États-Unis d'Europe)‏ خلال كلمة ألقاها في المؤتمر الدولي للسلام، نظمته مازيني، الذي عقد في باريس في عام 1849. فضل هوجو إنشاء «مجلس شيوخ ذي سيادة، والذي سيكون لأوروبا ما هو البرلمان لإنجلترا» وقال «سيأتي يوم ستشكل فيه جميع الدول في قارتنا جماعة أخوية أوروبية. . . سيأتي يوم سنرى فيه... الولايات المتحدة الأمريكية والولايات المتحدة الأوروبية وجهاً لوجه والاتصال ببعضها البعض عبر البحار». ومع ذلك، ضحك من القاعة، لكنه عاد إلى فكرته مرة أخرى في عام 1851. قام فيكتور هوجو بزراعة شجرة في أرض إقامته في جزيرة غيرنزي، ولاحظ أنه عندما تنضج هذه الشجرة كانت الولايات المتحدة الأوروبية ستأتي إلى حيز الوجود. لا تزال هذه الشجرة حتى يومنا هذا تنمو بسعادة في حدائق Maison de Hauteville وسانت بيتر بورت وغيرنسي، فيكتور هوغو، أثناء إقامته في المنفى من فرنسا.
كتب الفيلسوف الإيطالي كارلو كاتانيو: «المحيط قاسي ودائم، وتذهب التيارات إلى نهايتين محتملتين: المستبد، أو الولايات المتحدة الأوروبية». في عام 1867 انضم جوزيبي غاريبالدي وجون ستيوارت ميل إلى فيكتور هوجو في مؤتمر لعصبة السلام والحرية في جنيف. هنا قال الأناركي ميخائيل باكونين «من أجل تحقيق انتصار الحرية والعدالة والسلام في العلاقات الدولية لأوروبا، ولجعل الحرب الأهلية مستحيلة بين مختلف الشعوب التي تشكل الأسرة الأوروبية، لا يوجد سوى مسار واحد مفتوح: لتشكيل الولايات المتحدة الأوروبية». الجمعية الوطنية الفرنسية، كما دعا إلى الولايات المتحدة الأوروبية في 1 مارس 1871.
كجزء من 19 ج. كانت المخاوف بشأن أوروبا المريضة والتهديد الذي يمثله المهدي، الكاتب البولندي، مساهمة ثيودور دي كوروين سزيمانوفسكي الأصلية هي التركيز ليس على القومية والسيادة والاتحاد، ولكن في المقام الأول على الاقتصاد والإحصاءات والسياسة النقدية والإصلاح البرلماني. كان كتابه الخاص بـ L'venir économique، politique et social en Europe - مستقبل أوروبا من الناحية الاقتصادية والسياسية والاجتماعية - الذي نشر في باريس في عام 1885  ساري المفعول، وكان مخططًا لأوروبا الموحدة مع اتحاد جمركي وإحصائية مركزية مكتب وبنك مركزي وعملة واحدة.

## بين الحربين العالميتين

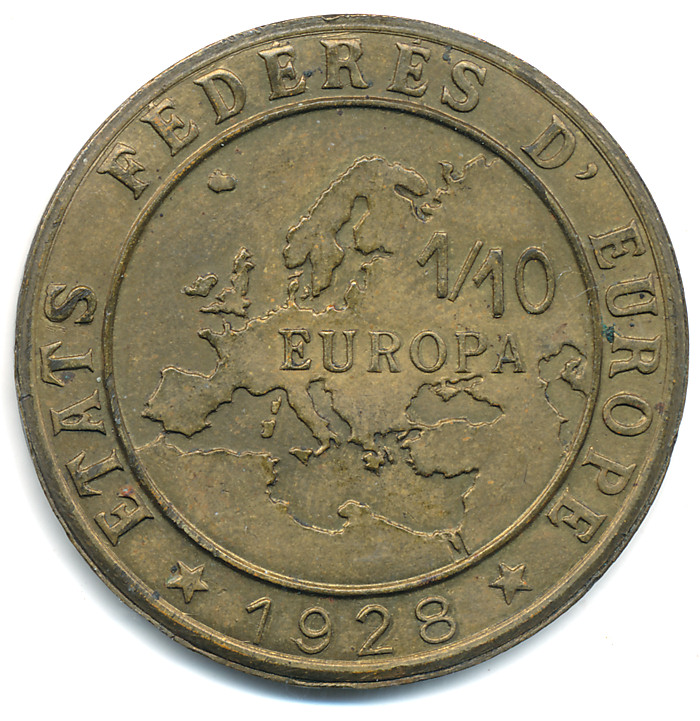
عملة أوروبا عام 1928 لـ «دول أوروبا الموحدة» الافتراضية (États fédérés d'Europe)

في أعقاب كارثة الحرب العالمية الأولى، بدأ المفكرون والرؤى من مجموعة من التقاليد السياسية مرة أخرى في طرح فكرة أوروبا الموحدة سياسيًا. في أوائل العشرينات من القرن العشرين، تم تأسيس (أو إعادة تأسيس) مجموعة من الأجانب لمساعدة الأحزاب السياسية المتشابهة في التفكير على تنسيق أنشطتها. تراوحت هذه بين الكومنترن (1919)، والعمل الدولي والاشتراكي (1921) إلى الوفاق الراديكالي والديمقراطي للأحزاب التقدمية يسار الوسط (1924)، إلى الأخضر الدولي لأحزاب المزارعين (1923)، إلى اليمين الأوسط الأمانة الدولية للأحزاب الديمقراطية المستوحاة من المسيحية (1925). في حين أن اختصاص هؤلاء الأجانب كان عالميًا، فإن هيمنة الأحزاب السياسية من أوروبا كانت تعني أنها سهلت التفاعل بين أتباع أيديولوجية معينة، عبر الحدود الأوروبية. ضمن كل تقليد سياسي، ظهرت أصوات تدعو ليس فقط إلى تعاون مختلف الأحزاب الوطنية، ولكن السعي إلى المؤسسات السياسية على المستوى الأوروبي.
مع رؤية محافظة لأوروبا، أسس الكونت النمساوي ريتشارد فون كودنهوف-كاليرجي حركة عموم أوروبا في عام 1923، واستضاف المؤتمر الأول للبانيوروبين في فيينا في عام 1926، والذي ضم 8000 عضو بحلول وقت تحطم وول ستريت. كان الهدف من أجل مسيحي على وجه التحديد، ومن خلال التضمين الكاثوليكي، أوروبا. الموظف البريطاني ومستقبل المحافظين زير آرثر سالتر كتابا تدافع 'الولايات المتحدة أوروبا في عام 1933.
على النقيض من ذلك، رفع المفوض السوفييتي (الوزير) ليون تروتسكي شعار «من أجل الولايات المتحدة السوفيتية الأوروبية» في عام 1923، مؤيدًا لأوروبا متحدة وفقًا للمبادئ الشيوعية.
بين الأحزاب الديمقراطية الليبرالية، اتخذ يسار الوسط الفرنسي عدة مبادرات لتجميع الأحزاب المتشابهة في التفكير من الدول الأوروبية. في عام 1927، أنشأ السياسي الفرنسي إميل بوريل، زعيم حزب الراديكالي يسار الوسط ومؤسس منظمة الراديكالية الدولية، لجنة فرنسية للتعاون الأوروبي، وأنشأ عشرين دولة أخرى لجانا معادلة. ومع ذلك، فقد ظل مشروعًا نخبة: تمتلك أكبر لجنة، وهي اللجنة الفرنسية، أقل من 600 عضو، ثلثيهم من البرلمانيين. ذهب رئيس الوزراء الفرنسي يسار الوسط أبعد من ذلك. في عام 1929 ألقى أريستيد برايان خطابا بحضور جمعية عصبة الأمم التي اقترح فيها فكرة اتحاد من الدول الأوروبية على أساس التضامن والسعي لتحقيق الرخاء الاقتصادي والتعاون السياسي والاجتماعي. في عام 1930، بناءً على طلب الرابطة، قدم برايان مذكرة حول تنظيم نظام الاتحاد الفيدرالي الأوروبي. في العام التالي، نشر رئيس الوزراء الفرنسي المستقبلي إدوارد هيريوت كتابه «الولايات المتحدة الأوروبية». في الواقع، كان هناك بالفعل نموذج لمثل هذا النظام، في شكل اتحاد نقابي وبلجيكي ولوكسمبورغ عام 1921.
جاء الدعم لمقترحات تيار اليسار الوسط الفرنسي من مجموعة من الشخصيات المرموقة. أيد العديد من الاقتصاديين البارزين، الذين يدركون أن السباق الاقتصادي إلى الأسفل بين الدول يخلق عدم استقرار أكبر من أي وقت مضى، الرأي: هؤلاء من بينهم جون ماينارد كينيز. يتذكر العالم السياسي والاقتصادي الفرنسي برتراند جوفينيل مزاج واسع النطاق بعد عام 1924 يدعو إلى «تنسيق المصالح الوطنية على غرار الاتحاد الأوروبي، لغرض الرخاء المشترك». عبر الفيلسوف والسياسي الأسباني، أورتيغا إي جاسيت، عن موقف مشترك بين الكثيرين داخل إسبانيا الجمهورية: «الوحدة الأوروبية ليست خيالًا، لكنها حقيقة واقعة؛ والخيال هو عكس ذلك تمامًا: الاعتقاد بأن فرنسا وألمانيا وإيطاليا وإسبانيا هي حقائق جوهرية ومستقلة. »  أوضح إلفثيريوس فينيزيلوس، رئيس وزراء اليونان، دعم حكومته في خطاب ألقاه في عام 1929 بقوله إن «الولايات المتحدة الأوروبية ستمثل، حتى بدون روسيا، قوة قوية بما يكفي للتقدم، إلى حد ازدهار القارات كذلك».
بين الحربين العالميتين، تصور رجل الدولة البولندي يوزف بيوسودسكي فكرة الاتحاد الأوروبي الذي أطلق عليه بلاد ما بين البحرين ("Intersea" أو «فيما بين البحار»)، والمعروف باللغة الإنجليزية باسم Intermarum، والتي كانت نسخة بولندية من Mitteleuropa.
الكساد العظيم، صعود الفاشية والشيوعية، وبالتالي الحرب العالمية الثانية، حال دون حصول حركات الحرب على مزيد من الدعم: بين عامي 1933 و1936 أصبحت معظم الديمقراطيات المتبقية في أوروبا ديكتاتوريات، وحتى إسبانيا وأورتيغا في اليونان غرقت في كلتا الحالتين حرب. ولكن على الرغم من أنصار الوحدة الأوروبية، سواء كانت ديمقراطية أو ليبرالية أو مسيحية ديموقراطية، قد خرجوا عن السلطة خلال ثلاثينيات القرن الماضي ولم يتمكنوا من وضع أفكارهم موضع التنفيذ، فقد وجد الكثيرون أنفسهم في السلطة في الأربعينات والخمسينات، وضعت لتنفيذها في وقت سابق سبل الانتصاف ضد الأزمة الاقتصادية والسياسية.

## تأثير الحرب العالمية الثانية
في بريطانيا تم إطلاق المجموعة المعروفة باسم الاتحاد الفيدرالي في نوفمبر 1938، وبدأت الدعوة إلى الاتحاد الفيدرالي لأوروبا كهدف بعد الحرب. أصبحت أوراقها وحججها معروفة بين المقاومة للفاشية في جميع أنحاء أوروبا وساهمت في تفكيرهم في كيفية إعادة بناء أوروبا بعد الحرب.

من بين أولئك الذين كانوا دعاة مبكرين لاتحاد الدول الأوروبية كان رئيس الوزراء الهنغاري بال تيليكي. فقدت المجر أكثر من ثلثي أراضيها في نهاية الحرب العالمية الأولى في معاهدة تريانون عام 1920. في أوائل عام 1941 خلال الحرب العالمية الثانية، كان يسعى جاهداً للحفاظ على المجر مستقلة. داخليا، حاول إرضاء الفخر الوطني الذي طالب باستعادة الأراضي المفقودة، والتي دعمتها ألمانيا في جائزة فيينا الأولى لعام 1938 وجائزة فيينا الثانية لعام 1940. من الخارج، كان يسعى جاهداً للحفاظ على الاستقلال العسكري والاقتصادي لبلاده في مواجهة الضغط القسري الألماني للانضمام إلى غزوهم ليوغوسلافيا. في كتاب ترانسيلفانيا. وصف «الأرض ما بعد الغابة» لويس سي. كورنيش   كيف أرسل تيليكي، تحت المراقبة المستمرة من قبل الغيستابو الألماني خلال عام 1941، رسالة سرية إلى جهات اتصال في أمريكا.
 أيدت الصحفية دوروثي طومسون عام 1941 بيان الآخرين. «أخذت من مكتب الكونت تيليكي دراسة كتبها على هيكل الأمم الأوروبية. كان جغرافيًا متميزًا، وكان يطور خطة للاتحاد الإقليمي، استنادًا إلى الحقائق الجغرافية والاقتصادية.»  لم يتلق Teleki أي رد من الأميركيين على أفكاره وعندما تحركت القوات الألمانية عبر المجر في الفترة من 2 إلى 3 أبريل 1941 أثناء غزو يوغوسلافيا، انتحر.
في عام 1943، اقترح الوزراء الألمان يواكيم فون ريبنتروب وسيسيل فون رينت فينك في النهاية إنشاء «كونفدرالية أوروبية» كجزء من نظام جديد في القارة. كان للاقتراح، الذي حظي بدعم ضئيل من القيادة النازية، عملة واحدة وبنك مركزي في برلين، ومبدأ إقليمي، وسياسة عمل واتفاقات اقتصادية وتجارية، لكنه ترك جميع الدول تابعة بوضوح لألمانيا النازية. وكانت البلدان المقترح إدراجها هي ألمانيا وإيطاليا وفرنسا والدنمارك والنرويج وفنلندا وسلوفاكيا والمجر وبلغاريا ورومانيا وكرواتيا وصربيا واليونان وإسبانيا. كان من المأمول أن تكون هذه أوروبا بقيادة ألمانيا بديلاً قوياً عن الاتحاد السوفيتي الشيوعي والولايات المتحدة. تجدر الإشارة إلى أنه تم حذف بلدان البنلوكس من قائمة الدول المقترحة، حيث تم بالفعل دمج اندماجها في المستقبل في الرايخ الألماني.

قال وزير الخارجية الراحل آرثر سيس-كونكارت: «إن أوروبا الجديدة للتضامن والتعاون بين جميع شعوبها سوف تجد رخاء متزايدًا سريعًا بمجرد إزالة الحدود الاقتصادية الوطنية»، بينما قال وزير فيشي الفرنسي جاك بينويست-ميشين إن فرنسا كانت إلى «التخلي عن القومية وتجري في المجتمع الأوروبي بشرف». هذه الأوهام لعموم أوروبا منذ أوائل الأربعينيات لم تتحقق أبداً بسبب هزيمة ألمانيا. لم يكن لدى هتلر، ولا العديد من كبار قياداته مثل جوبلز، أدنى نية في المساومة على الهيمنة الألمانية المطلقة من خلال إنشاء كونفدرالية أوروبية. على الرغم من أن هذه الحقيقة قد استخدمت للتلميح بتهمة الفاشية في الاتحاد الأوروبي، إلا أن الفكرة أقدم بكثير من النازيين، كما توقع جون ماينارد كينيز، ونستون تشرشل لاحقًا ومختلف حركات المقاومة المناهضة للنازية.
 أحد أكثر الشخصيات تأثيراً في هذه العملية كان Altiero Spinelli،  مؤلف بيان Ventotene المعنون «نحو أوروبا حرة وموحدة» وتم تهريبه خارج معسكر الاعتقال - جزيرة فينتوتيني - في وقت مبكر من عام 1941، قبل ذلك بكثير كانت نتيجة الحرب قابلة للتنبؤ بأمان، وتم توزيعها على نطاق واسع في حركات المقاومة. أسس سبينيلي وأورسولا هيرشمان وكولورني وروسي وحوالي 20 شخصًا آخر ، بمجرد تمكنهم من مغادرة معسكر الاعتقال الخاص بهم، موفيمنتو فيدراليستا أوروبا (MFE). اعتمد الاجتماع التأسيسي، الذي عُقد سراً في ميلانو في 27/28 أغسطس 1943، «أطروحة سياسية» نصت، في جملة أمور، على ما يلي: «إذا تم إنشاء أمر ما بعد الحرب تحتفظ فيه كل دولة بسيادتها الوطنية الكاملة، فهو الأساس لتظل الحرب العالمية الثالثة قائمة حتى بعد إحباط المحاولة النازية لإثبات هيمنة العرق الألماني في أوروبا».
في عام 1943، سجل جان مونيه عضوًا في لجنة التحرير الوطنية التابعة للحكومة الفرنسية الحرة في المنفى بالجزائر العاصمة، والذي يعتبره الكثيرون مهندس المستقبل للوحدة الأوروبية، قائلاً للجنة: «لن يكون هناك سلام في أوروبا إذا أعيد تشكيل الولايات على أساس السيادة الوطنية. . . بلدان أوروبا صغيرة للغاية بحيث لا تضمن لشعوبها الرخاء والتنمية الاجتماعية اللازمة. يجب على الدول الأوروبية أن تشكل نفسها في اتحاد.»